# Токаревка (Новосибирская область)
Токаревка — деревня в Карасукском районе Новосибирской области. Входит в состав Хорошинского сельсовета.

## География
Площадь деревни — 39 гектаров

## История
Основана в 1925 году. В 1928 г. посёлок Токаревский состоял из 47 хозяйств, основное население — украинцы. Входил в состав Хорошевского сельсовета Ново-Алексеевского района Славгородского округа Сибирского края.

## Население
| 2002 | 2007 | 2010 |
| ---- | ---- | ---- |
| 168  | ↘153 | ↗167 |

## Инфраструктура
В деревне по данным на 2007 год функционируют 1 учреждение здравоохранения, 1 образовательное учреждение.